# Phaeanthus sumatrana
Phaeanthus sumatrana är en kirimojaväxtart som beskrevs av Friedrich Anton Wilhelm Miquel. Phaeanthus sumatrana ingår i släktet Phaeanthus och familjen kirimojaväxter. Inga underarter finns listade i Catalogue of Life.